# Džijúka
Džijúka (japonsky 自由花; jiné používané čtení je džijúbana) je termín označující jeden ze směrů aranžování ve stylu ikebana. Džijúka znamená v překladu „volná vazba“. V Japonsku je termín používán také ve smyslu liberalizace ve školství a výuce.
Jako směr japonského umění aranžování květin ikebana snaží vytvořit harmonii lineární konstrukce, rytmu a barvy, zdůrazňuje linie díla. Ikebana věnuje pozornost váze, stonkům, listům a větvím stejnou měrou jako květům. Celá struktura japonského aranžování květin je založena na liniích alegorizujících nebe, zemi a lidstvo. Ikebana tyto linie používá jako tři osy aranžování. Ve stylu džijúka tyto osy nemusí být respektovány jako nezbytné linie a způsob výrazu.
Džijúka je styl zcela volných úprav na určité téma. Nedodržuje tradiční pravidla. Může být použít libovolný rostlinný materiál, ale také výrazně upravený. Neživé dřevo a nekvetoucí, nerostlinný materiál může být použit také, a všechny druhy upevnění jsou povoleny. Zvláštní význam pro styl džijúka má barva a tvar nádoby, což je třeba je třeba zohlednit v aranžmá. Mezi formální pravidla patří jen uspořádání barev, hmot a linií.